# Sylvicola albiapex
Sylvicola albiapex är en tvåvingeart som först beskrevs av Lane och D'adretta 1958.  Sylvicola albiapex ingår i släktet Sylvicola och familjen fönstermyggor. Inga underarter finns listade i Catalogue of Life.